# 戈登·约翰逊
戈登·约翰逊（英語：Gordon Johnson，1946年8月1日—），澳大利亚男子自行车运动员。他曾代表澳大利亚参加1970年英联邦运动会自行车比赛，获得一枚金牌和一枚银牌。他也曾参加1964年和1968年夏季奥林匹克运动会。